# Frederik Hendrik Bulaëus Brack
Frederik Hendrik Bulaëus Brack (Reeuwijk, 16 april 1840 – aldaar, 14 februari 1928) was een Nederlandse burgemeester.

## Leven en werk
Brack werd in 1840 in Reeuwijk geboren als zoon van de burgemeester Cornelis Brack en Marchje Broekhuijzen. Brack volgde in augustus 1867 zijn vader op als burgemeester van Reeuwijk. In 1870 werd hij tevens benoemd tot burgemeester van de gemeenten Stein en Sluipwijk. Beide gemeenten werden nog datzelfde jaar opgeheven. Sluipwijk werd geheel en Stein werd gedeeltelijk bij Reeuwijk gevoegd. Brack was ruim vijftig jaar burgemeester van Reeuwijk. Op zijn verzoek kreeg hij per 1 januari 1918 eervol ontslag verleend onder dankzegging voor de langdurig verleende diensten.
Brack trouwde op 7 juli 1871 te Reeuwijk met Cornelia Johanna Savrij. Brack werd in 1913 benoemd tot Ridder in de Orde van Oranje-Nassau. Hij overleed in februari 1928 op 87-jarige leeftijd in Reeuwijk.
In Reeuwijk is de Burgemeester Bracklaan naar hem en/of zijn vader genoemd. De burgemeesterswoning van Brack, gekocht door zijn grootvader en ook bewoond door zijn vader, deed tevens dienst als gemeentehuis. De woning is sinds 1977 ingeschreven in het rijksmonumentenregister.